# M. Kecskés András
M. Kecskés András (Miskolc, 1955. június 7. –) magyar táncművész, pantomimművész, koreográfus/rendező. Felesége Galgóczy Judit rendező.

## Életpályája
Az 1977-es Ki mit tud? felfedezettje. Szellemi mestere Étienne Decroux, tanult Regős Pál és Köllő Miklós pantomimstúdiójában. 1978-ban megalapította a Corpus Pantomimegyüttest, melynek 1983-ig volt tagja; tagjai között megtalálhattuk a modern kortárstánc jelentős alakjait (pl. Nagy József, Goda Gábor, Hudi László, Rókás László). 1983-tól rendszeresen turnézik és tanít különböző országokban: Ausztria, Németország, Belgium, Franciaország, Görögország, Ciprus, Oroszország. Itthon a Nemzeti Táncszínházban láthatjuk. 1987-től Miskolcon, majd Szegeden koreográfus-rendező. 2003–2004 között koreográfus/rendező diplomát kapott a Színház- és Filmművészeti Egyetemen Babarczy László osztályában.
Stílusára az expresszív, modern tánc és a klasszikus pantomim technikájának egyéni ötvözése jellemző.

## Színházi munkái
A Színházi Adattárban regisztrált bemutatóinak száma: színészként: 3, rendezőként: 2, koreográfusként: 31.

### Színészként
- Szokolay Sándor: Szávitri....Bivaly
- Arisztophanész: Az Acharnaebeliek....
- Cocteau: Emberi hang....Árnyék

### Rendezőként
- Weöres Sándor: A holdbeli csónakos (1992)
- Arisztophanész: Az Acharnaebeliek (2003)

### Koreográfusként
| - Brecht: A nevelő úr (1981) - Weöres Sándor: A holdbeli csónakos (1981) - Darvas Ferenc: Kék öböl (1982) - Behn: A kalóz (1985) - Rostand: A két Pierrot, vagy a fehér vacsora (1986) - Szigligeti Ede: II. Rákóczi Ferenc fogsága (1987) - Nestroy: Szabaccság Mucsán (1988) - Presser Gábor: A padlás (1988) - Brecht: A szecsuáni jólélek (1989) - Griffiths: Komédiások (1989) - Danek: Negyven gonosztevő és egy darab ártatlanság (1989) - Gozzi: A szarvaskirály (1990) - Ödön von Horváth: Mesél a bécsi erdő (1992) - Mascagni: Parasztbecsület (1995) - Leoncavallo: Bajazzók (1995) | - Beethoven: Fidelio (1998) - Bizet: Carmen (1998) - Szokolay Sándor: Szávitri (1999) - Wilder: A mi kis városunk (1999) - Shaffer: Equus (2004) - Csehov: Idegen kenyéren (2004) - Csehov: A dohányzás ártalmasságáról (2004) - Csehov: Medve (2004) - Csehov: A tüsszentés, a csinovnyik halála (2004) - Csehov: Leánykérés (2004) - Brecht: Kurázsi mama és gyermekei (2004) - García Lorca: Bernarda Alba háza (2005) - Maeterlinck: A kék madár (2006) - William Shakespeare: Lear király (2006) - Cocteau: Emberi hang (2011) |

### Egyéb színházi rendezései, koreográfiái
- Márió és a varázsló
- Tűzmadár
- A csodálatos mandarin
- A kékszakállú herceg vára
- Bolero
- Az utolsó tekercs
- Ó, azok a szép napok

## Filmjei
- Mozdulatművészeti sorozat (szerkesztő-műsorvezető)
- A hallgatás angyala (portréfilm)
- Karolina karácsonya, avagy újra együtt a család (1982)
- A ház emlékei (2002)
- Gránátok (2003)
- Sorstalanság (2005)
- Tréfa (2009)

## Szólóestek
- Egy kiállítás képei
- Négy évszak, utolsó előtti pillanat
- A fény útjai
- Planéták
- A töviskorona
- Becket
- A múzsa csókja

## Díjai, kitüntetései
- KISZ-díj (1987)
- Magyar Köztársaság Aranykeresztje (2005)